# Коломбо (сериал)
Вижте пояснителната страница за други значения на Коломбо.
„Коломбо“ (на английски: Columbo) е американски сериал с участието на Питър Фолк в ролята на лейтенант Коломбо, детектив от отдел „Убийства“ на полицейското управление на Лос Анджелис. Сериалът популяризира формата на инвертирания детективски сюжет; почти всеки епизод започва, показвайки извършването на престъплението и неговия извършител. Сюжетът главно се развива около това как виновникът, чиято вина е известна, накрая ще бъде разкрит и арестуван.
Коломбо е мърляво изглеждащ полицай, който е често подценяван от колегите си и от „убиеца на деня“. Въпреки своя външен вид и привидна разсеяност, той разплита всичките си случаи и успява да се добере до уликите за обвинението, благодарение на наблюдателността си за детайлите и най-щателен и заангажиран подход, който влага в работата си.

## Персонаж
Полицейският лейтенант Коломбо е занемарено облечен, привидно глуповат полицейски детектив, чийто непохватни и твърде учтиви маниери го правят малко вероятен избор да разреши някое престъпление, камо ли сложно убийство. Обаче неговото държание е всъщност дълбока преструвка, замислена да подмами заподозрените в измамно чувство на безопасност; Коломбо всъщност е детектив с усет за дребните детайли и способността да събере заедно на вид несвързани неща и информация, за да разплита престъпления.

## Други появи
Фолк се появява като Коломбо в пародиен епизод на „Наричана още“, създаден специално за отпразнуването на 50-годишнината на ABC през 2003 г. Включвайки повечето от редовния състав на шпионския сериал, епизодът започва с Джак Бристоу, който приготвя агентите Сидни Бристоу и Майкъл Вон за мисия и информирайки ги, че ще имат нов партньор – детектив Коломбо. Коломбо успява да причини безредие в щабквартирата на ЦРУ, като случайно застрелва Вон в с упойваща стреличка и доброволства да носи оскъдни бикини, предназначени за Сидни по време на мисията ѝ. Коломбо разкрива, че мисията му не е да помогне на ЦРУ, а да помогне на Майкъл Айзнър, шефа на The Walt Disney Company/ABC, да разбере по-добре шоуто. Когато работата му е завършена, Коломбо си тръгва, оставяйки Джак Бристоу да въздъхне объркано „Мили Боже, това беше странно.“.

## Бъдещето на Коломбо
През месец май 2007 г. е обявено, че Питър Фолк е избрал сценарий за последния епизод на Коломбо, озаглавен Коломбо: Безшумно зло. Сценарият е преименуван на Последния случай на Коломбо. ABC, която илъчва новата поредица за Коломбо от 1989 г., отхвърля проекта. В отговор продуцентите на сериала обявяват, че се опитват да продадат проекта на чеуждестранни продуцентски компании. Обаче изглежда малко вероятно да е снимат каквито и да е нови епизоди на Коломбо, заради това, че Питър Фолк страда от деменция. Кларк Брайъм, който е адвокат, назначен от съда дапредставлява Питър Фолк и го е виждал, казва, че се съмнява Фолк да помни каквито и да е посещения от дъщеря си, заради състоянието си.

## Музика
- Джеф Алегзандър
- Дик ДеБенедиктс
- Били Голдънбърг
- Дейв Гръсин
- Хенри Манчини (мелодията на The Mystery Movie)
- Гил Мел
- Оливър Нелсън
- Боб Прайс
- Бернардо Сега
- Джонатън Тъник
- Патрик Уилямс

## Книги
Поредица от книги за Коломбо са издадени от MCA Publishing през 1972 г. от авторите Алфред Лорънс, Хенри Клемънт и Лий Хейс, главно адаптирани от сериала.

## „Коломбо“ в България
В България сериалът е излъчван през 90-те години на миналия век, дублиран на български.
На 19 октомври 2007 г. сериалът започва излъчване по Fox Crime, всяка събота и неделя от 14:00 с повторение от 09:00. Излъчени са последните няколко сезона. След приключването си бива повтарян няколко пъти, като последният е през 2009 г. Дублажът е на студио Доли.
Около същото време започва излъчване и по Диема 2 с дублажа на студио Доли. Освен последните сезони са излъчени и тези преди тях, чийто дублаж е записан по-късно. През 2009 г. епизодите започнаха още веднъж, всеки делник от 14:30 с повторение от 09:45, а след края им започнаха на другия де за пореден път.
В дублажа на студио Доли през различните епизоди съставът на озвучаващите гласове търпи промени. Артисти, които озвучават в сериала, са Татяна Захова, Таня Димитрова, Юлия Станчева, Иван Танев, Васил Бинев, Николай Николов, Христо Узунов, Стефан Сърчаджиев-Съра, Димитър Иванчев, Александър Митрев, Станислав Димитров, Петър Чернев, Георги Георгиев-Гого, Илиян Пенев, Светозар Кокаланов и Борис Чернев, който работи съвместно с Кокаланов, но е заместен от него в по-ранните сезони, които са озвучени впоследствие.